# Charles Thomas (Coloradopolitiker)

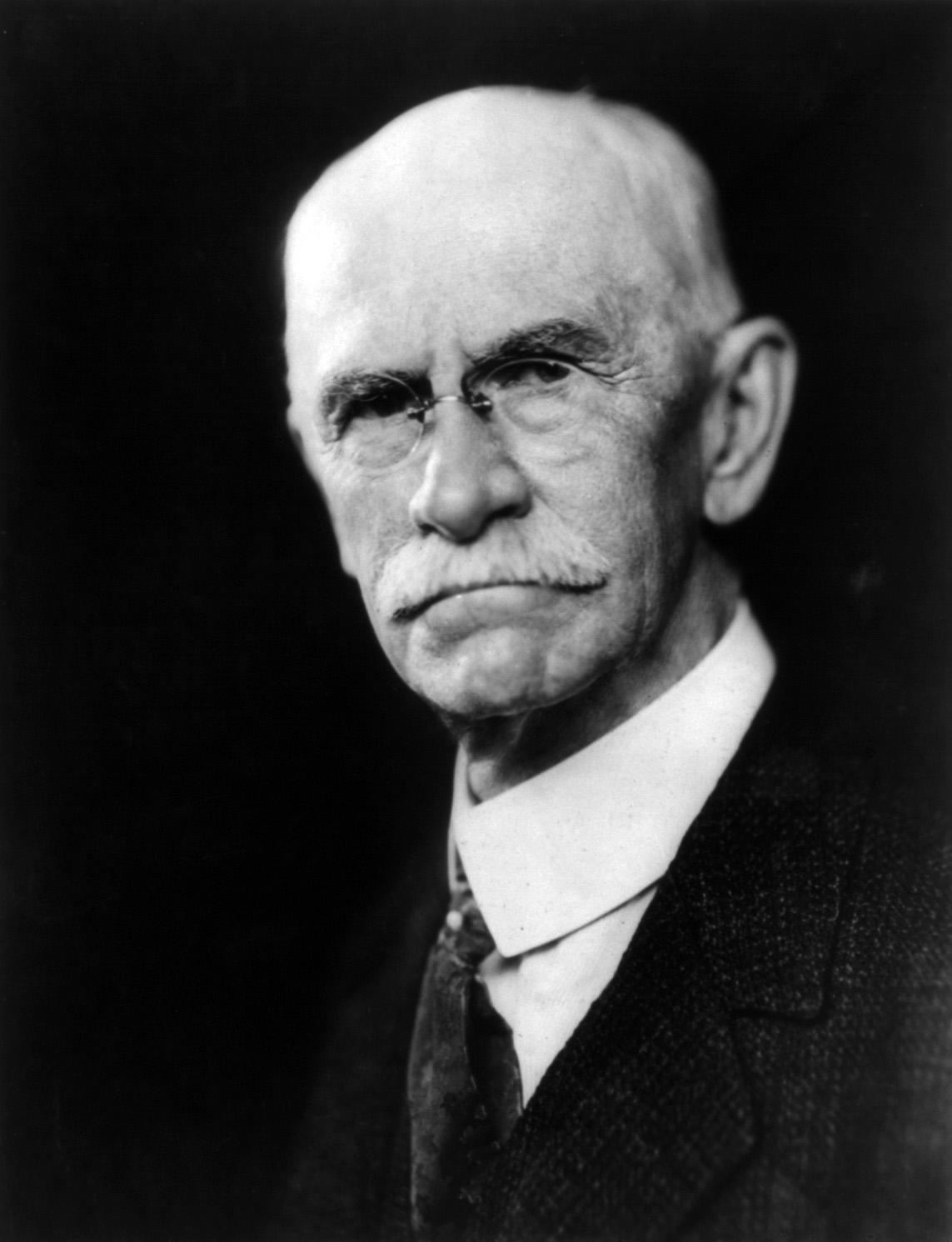
Charles S. Thomas

Charles Spalding Thomas, född 6 december 1849 i Darien, Georgia, död 24 juni 1934 i Denver, Colorado, var en amerikansk politiker. Han var guvernör i delstaten Colorado 1899-1901. Han representerade Colorado i USA:s senat 1913-1921.
Thomas gick i skola i Georgia och i Connecticut. Han tog värvning i Amerikas konfedererade staters armé i slutskedet av amerikanska inbördeskriget. Han avlade 1871 juristexamen vid University of Michigan och inledde sedan sin karriär som advokat i Denver.
Guvernör Davis Hanson Waite ställde upp för omval som Populistpartiets kandidat i guvernörsvalet 1894. För första gången fick kvinnorna rösta i ett guvernörsval. Demokraterna nominerade Thomas och republikanerna Albert McIntire som sedan vann valet. Thomas var segerrik i guvernörsvalet 1898 och efterträdde i januari 1899 Alva Adams som guvernör. Han efterträddes 1901 av James Bradley Orman.
Senator Charles J. Hughes avled i ämbetet och efterträddes av Thomas. Han valdes 1914 till en sexårig mandatperiod i senaten. Han besegrade republikanen Hubert Work i det valet. Demokraterna i Colorado nominerade Tully Scott som partiets kandidat i senatsvalet 1920. Thomas ställde upp för omval som nationalist men fick enbart 3 % av rösterna. Republikanen Samuel D. Nicholson vann valet och efterträdde Thomas i senaten i mars 1921.